# Letsie (Mafeteng)
Letsie ist ein Ort im Distrikt Mafeteng im Königreich Lesotho.

## Lage
Der Ort liegt im Westen des Landes auf einer Höhe von ca. 1863 m am Osthang des Berges Maboloka und direkt an der Grenze zum Distrikt Mohale’s Hoek. Im Umkreis des Ortes liegen die Orte Mankimane (SO) und Makeneng (N) sowie die Missionsstation Likhoele.

## Klima
Das Klima ist gemäßigt warm.